# Stypulacja
Stypulacja (łac. stipulatio – przyrzeczenie) – w prawie rzymskim forma zawarcia zobowiązania, należąca do grupy kontraktów werbalnych (słownych, łac. obligationes verbis contractæ).
Jej istotą była wymiana określonych formą pytań i odpowiedzi pomiędzy dłużnikiem a wierzycielem (stipulator). Stypulacja cieszyła się niezwykłą popularnością, ze względu na upodobanie starożytnych Rzymian do dokonywania czynności prawnych w sposób werbalny, oraz ze względu na fakt, że w treści porozumienia można było zawrzeć dowolne zobowiązanie, przeważnie jednak pieniężne. Upodobniało to stypulację do nieformalnych i nieposiadających ochrony prawnej umów (pacta nuda); w przeciwieństwie do nich stypulacja, jako akt formalny, była zaskarżalna.
W zależności od treści przyrzeczenia, przysługiwały wierzycielowi różne skargi (actiones). Mogło to być actio certae creditae pecuniae – w przypadku przyrzeczenia określonej sumy pieniężnej; condictio - przy przyrzekaniu innej określonej rzeczy, lub actio ex stipulatu.
Pierwotnie, stypulacja była czynnością prawną abstrakcyjną, co przy braku klauzuli dobrej wiary w formułce procesowej czyniło wynikające z niej zobowiązanie bardzo łatwym do dochodzenia. W okresie poklasycznym prawa rzymskiego, stała się czynnością prawną kauzalną. Prawo justyniańskie, nawracające do idei prawa klasycznego, przywróciło stypulacji charakter abstrakcyjny.
W Instytucjach Justyniana, stypulacja została opisana w księdze trzeciej, rozdziale piętnastym "O zobowiązaniu poprzez słowa". Opis stypulacji nawiązywał też do Instytucji Gaiusa i został przedstawiony w następujących słowach:

Zobowiązanie zaciąga się poprzez słowa z zapytania i odpowiedzi, gdy odbieramy formalne przyrzeczenie, że będzie nam coś dane lub dla nas uczynione. Z tego zobowiązania wynikają dwa powództwa: zarówno powództwo z zapowiedzeniem, jeśli formalne przyrzeczenie było ściśle określone, jak i powództwo z formalnego przyrzeczenia, jeśli nie było ściśle określone. Nazywa się to stypulacją dlatego, że u starożytnych słowem "stipulum" oznaczano coś, co jest "niewzruszone"; być może, słowo to pochodziło od "stipes" [pień].

Przy zawieraniu zobowiązania, ważne znaczenie miało używanie uroczystych słów. Najstarszą formułą było: spondesne? – spondeo (przyrzekasz? – przyrzekam). Potem zaczęto używać zwrotów promittis? – promitto (obiecujesz? – obiecuję), który mógł być stosowany także przez osoby niebędące obywatelami rzymskimi, a także dabisne? – dabo (dasz? – dam). Stypulacja mogła przybrać formę: czy przyrzekasz uroczyście? – przyrzekam uroczyście itp. W zależności od potrzeb, formuły te konkretyzowano, np. czy przyrzekasz uroczyście dać w Kartaginie? lub czy przyrzekasz uroczyście dać dziesięć aureusów w pierwszych kalendach marcowych? Wprowadzano także warunek zawieszający lub rozwiązujący, np. czy przyrzekasz uroczyście, że dasz pięć aureusów, jeśli Titius zostanie konsulem? Jednakże stypulacja była nieważna, jeśli złożona obietnica była obiektywnie niemożliwa do spełnienia, np. dostarczenia hipocentaura.
By ułatwić dowodzenie zawarcia stypulacji, strony często sporządzały odpowiedni dokument – cautio. Samo sporządzenie dokumentu nie czyniło jednak stypulacji ważną, ponieważ o ważności kontraktu werbalnego decydowało zawarcie go w sposób ustny. Dokument stanowił jedynie dowód zawarcia kontraktu ustnego. W epoce poklasycznej, pod wpływem cywilizacji hellenistycznej, przywiązującej szczególną wagę do pisma, zaczęto przywiązywać coraz większą wagę do dokumentu. Od konstytucji cesarza Leona I z 472 roku, stypulacja uznawana była za ważną bez względu na to, czy użyto do jej dokonania uroczystych słów, i czy aktu dokonano w jednym ciągu, a podstawę do udzielenia ochrony prawnej mogło stanowić samo sporządzenie dokumentu (bez względu na to, czy zawarto stypulację w sposób ustny).
Stypulacja mogła być zawarta w celu osiągnięcia rozmaitych skutków, m.in. w celu umocnienia zobowiązania (np. poprzez ustanowienie kary umownej), ustanowienia odsetek, dokonania novatio (przemiany zobowiązania), ustanowienia służebności na gruntach prowincjonalnych (tzw. pactiones et stipulationes), czy nawet w celu dokonania kupna-sprzedaży (poprzez zawarcie dwóch stypulacji – jednej zobowiązującej do wydania umówionego towaru, drugiej do zapłaty ceny za ten towar). Ponadto w stypulacji mogło brać udział więcej osób, np. jeden wierzyciel i dwóch dłużników. Mogło prowadzić to do powstania zobowiązania solidarnego, w którym spełnienie zobowiązania przez jednego z dłużników zwalniało pozostałych z obowiązku zaspokojenia wierzyciela. Ograniczenia w posługiwaniu się przyrzeczeniami wprowadzano natomiast dla niewolników.